# Paradygmat (socjologia)
Podział paradygmatów (fundamentalnych założeń naukowych co do natury rzeczywistości, które przyjmuje się za oczywiste i nie neguje w badaniach) w naukach społecznych (a przede wszystkim w socjologii oraz w antropologii) w popularnej typologii Garetha Morgana i Gibsona Burrella z 1979 (Sociological paradigms and organizational analysis) opiera się na trzech podstawowych pytaniach:
- czy rzeczywistość ma charakter obiektywny, czy jest po części produktem umysłu (subiektywnym)?
- czy aby zrozumieć dobrze dany proces społeczny, trzeba być jego uczestnikiem?
- czy świat społeczny ulega ciągłej przemianie, czy też w gruncie rzeczy jest wciąż taki sam?

| Paradygmaty w socjologii w ujęciu Morgana i Burrella                                                          | Paradygmaty w socjologii w ujęciu Morgana i Burrella | Paradygmaty w socjologii w ujęciu Morgana i Burrella | Paradygmaty w socjologii w ujęciu Morgana i Burrella | Paradygmaty w socjologii w ujęciu Morgana i Burrella | Paradygmaty w socjologii w ujęciu Morgana i Burrella |
| --- | ---------------------------------------------------- | ---------------------------------------------------- | ---------------------------------------------------- | ---------------------------------------------------- | ---------------------------------------------------- |
| |                                                      |                                                      |                                                      |                                                      |                                                      |
| | świat społeczny się zmienia (social change)          |                                                      | świat społeczny jest ciągle taki sam (social order)  |                                                      |                                                      |
| świat ma charakter obiektywny, badacz może go analizować z zewnątrz, stosując abstrakcyjne teoretyczne modele | radykalny strukturalizm                              |                                                      | funkcjonalizm                                        |                                                      |                                                      |
| |                                                      |                                                      |                                                      |                                                      |                                                      |
| świat ma charakter subiektywny, jedynie aktor będący w danej kulturze może go zrozumieć                       | radykalny humanizm                                   |                                                      | interpretatywizm                                     |                                                      |                                                      |

Wybór paradygmatu badawczego ma ogromny wpływ na dobór metod badawczych, a także istotnie wpływa na preferencje dotyczące metod ilościowych i metod jakościowych – trudno wyobrazić sobie badacza wyznającego paradygmat funkcjonalistyczny, a zarazem stosującego teorię ugruntowaną.